# Kisber felver
Kisber Felver, även kallat ungerskt halvblod är en ungersk hästras som inte är så känd i resten av världen men i Ungern är man stolta över rasen som räknas som snabbaste hästen i världen, strax efter det engelska fullblodet Rekordet för flest oslagna löp hålls av ett sto vid namn Kincsem med Kisber Felveranknytning med 54 oslagna löp. Rasen är utrotningshotad idag med enbart 2 000 exemplar varav enbart några få är rena Kisber Felverhästar. Det största antalet hästar av rasen finns i Nordamerika. 

## Historia
Kisber Felver utvecklades för över hundra år sedan på Kisberstuteriet i Ungern som startades 1853 för att föda upp engelska fullblod. Man utvecklade även en halvblodshäst som var en riktigt vacker sporthäst. Dessa två hästraser blev grunden i Kisber Felverrasen som utvecklades under början av 1900-talet. 
Ungern var dock väldigt utsatt under de flesta krigen i Europa och under Första och andra världskriget försvann nästan alla hästar i Ungern. 1945 togs mer än hälften av alla hästar som krigsbyte och 150 av dem skeppades för att bli remonthästar i USA. 1947 upplöstes remonterna och hästarna såldes av på auktion. Endast ett fåtal människor förstod värdet i dessa hästar och det var i slutändan dessa personer som fick rasen att leva vidare. Man tillåter fortfarande att stona korsas med andra raser men dessa hingstar inspekteras noggrant av en utsedd kommitté för att få registreras och användas i aveln. 

## Egenskaper
Kisber Felverhästar är atletiska och flexibla och passar i de flesta ridsporter. Rasen är även slank och muskulös med en exteriör som påminner mycket om det engelska fullblodet. Alla hela färger är tillåtna, även black och bork. 
Idag är det fortfarande tillåtet att korsa in andra hästraser i Kisber Felverhästarna för att kunna rädda rasen. Dessa hingstar får vara av raserna Trakehnare, Engelskt fullblod, Arabiskt fullblod, Angloarab, Shagya-arab eller Selle francais och måste ha en stamtavla som går tillbaka minst fyra generationer. Först då får hingstarna möta den kommitté som beslutar om hingstarna får användas. Hingstarna får inte vara under 152 cm. 
Dessa krav gör att Kisber Felverrasen kan behålla den kvalitet som uppfödarna vill behålla även om utseendet kan variera något mellan individerna.